# Evangelischer Pfarrverein in Baden
Der Evangelische Pfarrverein in Baden e.V. wurde im Jahre 1892 in Offenburg gegründet und gehört zu den ältesten Vereinen dieser Art. Der Pfarrverein, dem gegenwärtig knapp 2000 Mitglieder angehören, ist der Berufsverband der Pfarrerinnen und Pfarrer der Evangelischen Landeskirche in Baden. Zugleich unterstützt der Pfarrverein in Form eines auf Solidarität basierenden Verbundes seine Mitglieder im Krankheitsfall. Der Organisationsgrad liegt bei beinahe 95 Prozent. Der Verein lädt in jedem Jahr zu einem Tag der badischen Pfarrerinnen und Pfarrer mit bis zu 300 Teilnehmenden ein.
Im Verband der Vereine evangelischer Pfarrerinnen und Pfarrer in Deutschland ist er mit den Vereinen der anderen Landeskirchen zur Unterstützung gemeinsamer beruflicher Interessen verbunden. Die Geschäftsstelle des Vereins befindet sich in Karlsruhe.